# Comuna Iosîpivka, Kozeatîn
Iosîpivka (în ucraineană Йосипівка) este o comună în raionul Kozeatîn, regiunea Vinnița, Ucraina, formată din satele Iosîpivka (reședința) și Malîșivka.

## Demografie
Componența lingvistică a satului Iosîpivka
     Ucraineană (98,73%)
     Rusă (1,27%)
Conform recensământului din 2001, majoritatea populației satului Iosîpivka era vorbitoare de ucraineană (98,73%), existând în minoritate și vorbitori de rusă (1,27%).